# Station Manosque - Gréoux-les-Bains
Station Manosque - Gréoux-les-Bains is een spoorwegstation in de Franse gemeente Manosque.